# Kvarnforstjärnen
Kvarnforstjärnen är en sjö i Umeå kommun i Västerbotten och ingår i Sävaråns huvudavrinningsområde. Sjön har en area på 0,0533 kvadratkilometer och ligger 123,9 meter över havet.

## Delavrinningsområde
Kvarnforstjärnen ingår i det delavrinningsområde (712030-172327) som SMHI kallar för Ovan Gravan. Medelhöjden är 108 meter över havet och ytan är 7,18 kvadratkilometer. Räknas de 107 avrinningsområdena uppströms in blir den ackumulerade arean 731,21 kvadratkilometer. Avrinningsområdets utflöde Sävarån (Lossmenån) mynnar i havet. Avrinningsområdet består mestadels av skog (70 procent) och öppen mark (12 procent). Avrinningsområdet har 0,05 kvadratkilometer vattenytor vilket ger det en sjöprocent på 0,7 procent.